# Pasinan Lemahputih
Pasinan Lemahputih is een bestuurslaag in het regentschap Gresik van de provincie Oost-Java, Indonesië. Pasinan Lemahputih telt 5860 inwoners (volkstelling 2010).